# Thomas Beveridge
Thomas Beveridge (New York, 4 juni 1938) is een muzikant, dirigent en componist uit de Verenigde Staten.

## Leven
Beveridge begon op zesjarige leeftijd aan zijn muziekcarrière als pianist, later hoboïst en op elfjarige leeftijd begon hij met componeren. Toen hij uiteindelijk zijn graad haalde aan Harvard University in 1955, had hij al 75 composities op zijn naam staan. Hij studeerde compositie bij Walter Piston en Randall Thompson en koordirigentschap bij G. Wallace Woodworth. Op Harvard kwam hij in contact met Nadia Boulanger, die hem uitnodigde voor een opleiding in Parijs (compositie en dirigeren). Alhoewel hij bijna alles gedaan heeft op muziekgebied, is hij voornamelijk bekend als zanger van oratoria en het geven van recitals. Hij heeft in diverse koren gezongen en heeft het National Men's Chorus in de VS opgericht. Hij heeft inmiddels meer dan 450 koorarrangementen op zijn naam staan.

## Oeuvre
Er is weinig te vinden over het oeuvre van Beveridge als componist:
- (1991): Yizkor Requiem: A Quest for spiritual roots;
- (????): Once: In Memoriam Martin Luther King Jr.
- (????): Symphony for peace, een cantate voor vocale solisten, koor en orkest.